# アージェント (アルバム)
| 専門評論家によるレビュー | 専門評論家によるレビュー |
| レビュー・スコア         | レビュー・スコア         |
| 出典                     | 評価                     |
| ------------------------ | ------------------------ |
| Allmusic                 | [ 1 ]                    |
| Robert Christgau         | B+                       |

アージェント (Argent) は、イギリスのロックバンド、アージェントによるファースト・アルバムである。1970年に、コロムビア・レコード（アメリカ: エピック・レコーズ）でリリースされたが、アメリカでもイギリスでもチャート入りせず、ヒットシングルもなかった。「ライアー」は、スリー・ドッグ・ナイトによるカバーバージョンが後にヒットし、Billboardのトップ10となった。「ライアー」b/w「スクールガール」は、バンドがCBSからエピック・レーベルへ移籍する前にデータでシングルとしてアメリカで発表された。

## 収録曲
表記がないものは、ロッド・アージェント及びクリス・ホワイト作曲。
1. ライク・ハニー - "Like Honey" - 3:15
2. ライアー - "Liar" (Russ Ballard) - 3:14
3. ビー・フリー - "Be Free" - 3:52
4. スクールガール - "Schoolgirl" (Ballard) - 3:22
5. ダンス・イン・ザ・スモーク - "Dance In the Smoke" - 6:19
6. ロンリー・ハード・ロード - "Lonely Hard Road" (Ballard) - 4:24
7. ザ・フィーリング・イズ・インサイド - "The Feeling's Inside" - 3:51
8. フリーフォール - "Freefall" - 3:21
9. ステッピン・ストーン - "Stepping Stone" - 4:40
10. ブリング・ユー・ジョイ - "Bring You Joy" - 4:11

## 担当
- ロッド・アージェント – オルガン、電子ピアノ、ヴォーカル
- ラス・バラード – ギター、ヴォーカル
- ジム・ロッドフォード – ベースギター、ギター、ヴォーカル
- ロバート・ヘンリット – ドラム、パーカッション

このアルバムと『リング・オブ・ハンズ』との2枚組CDが2000年にBGOレコーズによって再リリースされている。